# 50. ceremonia wręczenia Oscarów
50. ceremonia wręczenia Oscarów – odbyła się 3 kwietnia 1978 roku w Dorothy Chandler Pavilion w Los Angeles. Jubileuszową ceremonię po raz ostatni prowadził Bob Hope.

## Lista nominacji i zwycięzców

### Najlepszy film
- Charles H. Joffe – Annie Hall
- Ray Stark – Dziewczyna na pożegnanie
- Richard Roth – Julia
- Gary Kurtz – Gwiezdne wojny
- Herbert Ross, Arthur Laurents – Punkt zwrotny

### Najlepszy aktor w roli głównej
- Richard Dreyfuss – Dziewczyna na pożegnanie
- Woody Allen – Annie Hall
- Richard Burton – Jeździec
- Marcello Mastroianni – Szczególny dzień
- John Travolta – Gorączka sobotniej nocy

### Najlepszy aktor w roli drugoplanowej
- Jason Robards – Julia
- Peter Firth – Jeździec
- Maximilian Schell – Julia
- Alec Guinness – Gwiezdne wojny
- Michaił Barysznikow – Punkt zwrotny

### Najlepsza aktorka w roli głównej
- Diane Keaton – Annie Hall
- Marsha Mason – Dziewczyna na pożegnanie
- Jane Fonda – Julia
- Anne Bancroft – Punkt zwrotny
- Shirley MacLaine – Punkt zwrotny

### Najlepsza aktorka w roli drugoplanowej
- Vanessa Redgrave – Julia
- Melinda Dillon – Bliskie spotkania trzeciego stopnia
- Quinn Cummings – Dziewczyna na pożegnanie
- Tuesday Weld – W poszukiwaniu idealnego kochanka
- Leslie Browne – Punkt zwrotny

### Najlepsza scenografia
- John Barry, Norman Reynolds, Leslie Dilley, Roger Christian – Gwiezdne wojny
- George C. Webb, Mickey S. Michaels – Port lotniczy ’77
- Joe Alves, Daniel A. Lomino, Phil Abramson – Bliskie spotkania trzeciego stopnia
- Ken Adam, Peter Lamont, Hugh Scaife – Szpieg, który mnie kochał
- Albert Brenner, Marvin March – Punkt zwrotny

### Najlepsze zdjęcia
- Vilmos Zsigmond – Bliskie spotkania trzeciego stopnia
- Fred J. Koenekamp – Wyspy na Golfsztromie
- Douglas Slocombe – Julia
- William A. Fraker – W poszukiwaniu idealnego kochanka
- Robert Surtees – Punkt zwrotny

### Najlepsze kostiumy
- John Mollo – Gwiezdne wojny
- Edith Head, Burton Miller – Port lotniczy ’77
- Anthea Sylbert – Julia
- Florence Klotz – Mała nocna muzyka
- Irene Sharaff – Druga strona północy

### Najlepsza reżyseria
- Woody Allen – Annie Hall
- Steven Spielberg – Bliskie spotkania trzeciego stopnia
- Fred Zinnemann – Julia
- George Lucas – Gwiezdne wojny
- Herbert Ross – Punkt zwrotny

### Najlepszy film dokumentalny
- John Korty, Dan McCann, Warren Lockhart – Who Are the DeBolts? And Where Did They Get Nineteen Kids?
- Robert Dornhelm, Earle Mack – The Children of Theatre Street
- Bill Brind, Torben Schioler, Tony Ianzelo – High Grass Circus
- Harry Rasky – Homage to Chagall: The Colours of Love
- Jim Klein, Julia Reichert, Miles Mogulescu – Union Maids

### Najlepszy krótkometrażowy film dokumentalny
- John C. Joseph, Jan Stussy – Gravity Is My Enemy
- Moctesuma Esparza – Agueda Martinez: Our People, Our Country
- Helen Whitney, DeWitt Sage – First Edition
- James R. Messenger, Paul Raimondi – Of Time, Tombs and Treasures
- Douglas Gordon – The Shetland Experience

### Najlepszy montaż
- Paul Hirsch, Marcia Lucas, Richard Chew – Gwiezdne wojny
- Michael Kahn – Bliskie spotkania trzeciego stopnia
- Walter Murch, Marcel Durham – Julia
- Walter Hannemann, Angelo Ross – Mistrz kierownicy ucieka
- William H. Reynolds – Punkt zwrotny

### Najlepszy film nieangielskojęzyczny
- Francja – Życie przed sobą, reż. Mosze Mizrachi
- Hiszpania – Mroczny przedmiot pożądania, reż. Luis Buñuel
- Włochy – Szczególny dzień, reż. Ettore Scola
- Grecja – Ifigenia, reż. Michalis Kakojanis
- Izrael – Operacja Piorun, reż. Menahem Golan

### Najlepsza muzyka
- John Williams – Gwiezdne wojny
- John Williams – Bliskie spotkania trzeciego stopnia
- Georges Delerue – Julia
- Maurice Jarre – Mesjasz
- Marvin Hamlisch – Szpieg, który mnie kochał

### Najlepsza muzyka adaptowana
- Jonathan Tunick – Mała nocna muzyka
- Al Kasha, Joel Hirschhorn, Irwin Kostal – Pete’s Dragon
- Richard M. Sherman, Robert B. Sherman, Angela Morley – Pantofelek i róża

### Najlepsza piosenka
- „You Light Up My Life” – You Light Up My Life – Joseph Brooks
- „Candle on the Water” – Pete’s Dragon – Al Kasha, Joel Hirschhorn
- „Someone’s Waiting For You” – Bernard i Bianka – muzyka: Sammy Fain; słowa: Carol Connors Ayn Robbins
- „The Slipper and the Rose Waltz (He Danced with Me/She Danced with Me)” – Pantofelek i róża – Richard M. Sherman, Robert B. Sherman
- „Nobody Does It Better” – Szpieg, który mnie kochał – muzyka: Marvin Hamlisch; słowa:Carole Bayer Sager

### Najlepszy dźwięk
- Don MacDougall, Ray West, Bob Minkler, Derek Ball – Gwiezdne wojny
- Robert Knudson, Robert Glass, Don MacDougall, Gene S. Cantamessa – Bliskie spotkania trzeciego stopnia
- Walter Goss, Rick Alexander, Tom Beckert, Robin Gregory – Głębia
- Robert Knudson, Robert Glass, Richard Tyler, Jean-Louis Ducarme – Cena strachu
- Theodore Soderberg, Paul Wells, Douglas O. Williams, Jerry Jost – Punkt zwrotny

### Najlepsze efekty wizualne
- John Stears, John Dykstra, Richard Edlund, Grant McCune, Robert Blalack – Gwiezdne wojny
- Roy Arbogast, Douglas Trumbull, Matthew Yuricich, Gregory Jein, Richard Yuricich – Bliskie spotkania trzeciego stopnia

### Najlepszy krótkometrażowy film animowany
- Co Hoedeman – Le Chateau de sable
- Ishu Patel – The Bead Game
- John Hubley, Faith Hubley, Garry Trudeau – A Doonesbury Special
- Jimmy Picker, Robert Grossman, Craig Whitaker – Jimmy the C

### Najlepszy krótkometrażowy film aktorski
- Beverly Shaffer, Yuki Yoshida – I'll Find a Way
- William E. McEuen – The Absent-Minded Waiter
- Jerry Butts – Floating Free
- Saul Bass – Notes on the Popular Arts
- Philip Dauber – Spaceborne

### Najlepszy scenariusz oryginalny
- Woody Allen, Marshall Brickman – Annie Hall
- Neil Simon – Dziewczyna na pożegnanie
- Robert Benton – Ostatni seans
- George Lucas – Gwiezdne wojny
- Arthur Laurents – Punkt zwrotny

### Najlepszy scenariusz adaptowany
- Alvin Sargent – Julia
- Luis Buñuel, Jean-Claude Carrière – Mroczny przedmiot pożądania
- Peter Shaffer – Jeździec
- Gavin Lambert, Lewis John Carlino – Nigdy nie obiecywałem ci ogrodu pełnego róż
- Larry Gelbart – O mój Boże!

### Nagroda honorowa
- Margaret Booth – za wyjątkową sztukę montażu filmów

### Nagroda za specjalne osiągnięcia
- Frank E. Warner – za montaż dźwięku w filmie Bliskie spotkania trzeciego stopnia
- Ben Burtt – za efekty dźwiękowe w filmie Gwiezdne wojny

### Nagroda im. Irvinga G. Thalberga
- Walter Mirisch

### Nagroda im. Jean Hersholt
- Charlton Heston

## Wykonawcy piosenek
- „Candle on the Water” – Gloria Loring
- „Nobody Does It Better” – Aretha Franklin
- „The Slipper and the Rose Waltz” – Jane Powell
- „Someone’s Waiting for You” – Gloria Loring
- „You Light Up My Life” – Debby Boone z chórem

## Prezenterzy
- Początek: piosenka „Look How Far We’ve Come” w wykonaniu Debbie Reynolds i poprzednich zwycięzców Oscarów
- Powitanie: Prezydent Akademii Howard W. Koch
- Wyjaśnienie zasad głosowania: Byli Prezydenci Akademii Bette Davis oraz Gregory Peck
- Najlepsza aktorka drugoplanowa: John Travolta
- Nagrody za specjalne osiągnięcia: Mark Hamill, R2-D2 oraz C-3PO
- Najlepszy krótkometrażowy film animowany: Myszka Miki, Jodie Foster oraz Paul Williams
- Najlepszy krótkometrażowy film aktorski: Jodie Foster oraz Paul Williams
- Najlepszy dźwięk: William Holden oraz Barbara Stanwyck
- Najlepsze efekty wizualne: Joan Fontaine
- Nagrody dla filmów dokumentalnych: Kirk Douglas oraz Raquel Welch
- Nagrody naukowe i techniczne: Billy Dee Williams
- Najlepsza scenografia: Greer Garson oraz Henry Winkler
- Najlepszy film nieangielskojęzyczny: Eva Marie Saint oraz Jack Valenti
- Najlepszy aktor drugoplanowy: Michael Caine oraz Maggie Smith
- Najlepsze kostiumy: Natalie Wood
- Nagrody za ścieżki dźwiękowe: Johnny Green, Henry Mancini oraz Olivia Newton-John
- Najlepsze zdjęcia: Goldie Hawn oraz Jon Voight
- Nagroda im. Jean Hersholt: Bette Davis
- In Memoriam – „Come Light the Candles”:  Marvin Hamlisch oraz Sammy Davis Jr.
- Nagroda Honorowa dla Margaret Booth: Olivia de Havilland
- Najlepszy montaż: Farrah Fawcett-Majors oraz Marcello Mastroianni
- Najlepsza piosenka: Fred Astaire
- Nagroda im. Irvinga G. Thalberga: Stanley Kramer
- Najlepsza reżyseria: Cicely Tyson oraz King Vidor
- Nagrody za scenariusz: Paddy Chayefsky
- Najlepsza aktorka w roli głównej: Janet Gaynor oraz Walter Matthau
- Najlepszy aktor w roli głównej: Sylvester Stallone
- Najlepszy film: Jack Nicholson